# Żerniki Wielkie
Żerniki Wielkie – wieś w Polsce położona w województwie dolnośląskim, w powiecie wrocławskim, w gminie Żórawina.
W latach 1975–1998 miejscowość administracyjnie należała do województwa wrocławskiego.
W Żernikach Wielkich znajduje się Zakład Doświadczalny Instytutu Zootechniki PIB zajmujący się, oprócz hodowli i chowu trzody chlewnej na farmie o powierzchni 13 hektarów, działalnością naukową.

## Zabytki
Do wojewódzkiego rejestru zabytków wpisany jest:
- zespół pałacowy:
  - pałac, z 1860 r.
  - park, z drugiej połowy XIX w.